# Burlat

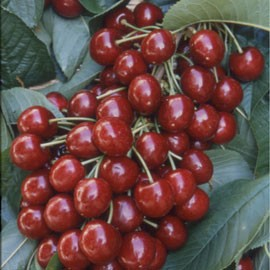
Cerises Burlat dans leur région d'origine, à Charly (Rhône).

La Burlat est une variété de cerise qui représentait 40 000 tonnes soit la moitié de la consommation française annuelle de cerises en 1999.
Tendre et fondante, elle est disponible de la fin de mai à la mi-juin. Le cerisier bigarreau Burlat (Prunus avium 'Burlat') produit des cerises à chair rouge vif et juteuse.

## Origine
En 1915, pendant la Première Guerre mondiale, Léonard Burlat, cultivateur-arboriculteur est mobilisé au service du parc d'artillerie à Lyon comme artificier. Il remarque dans le quartier de Gerland, encore peu urbanisé, un cerisier aux très belles feuilles, ce qui l'incite à prélever des greffons sur cet arbrisseau. Il les greffe sur un merisier, dans sa propriété de Loire-sur-Rhône (près de Givors) et le résultat dépasse toutes ses espérances.
Une nouvelle variété de bigarreaux est née, grosse, charnue, rouge foncé, savoureuse et qui, après essai, supporte admirablement d'être transportée.
À partir de cette époque, cette variété se propage largement sur le plan local et régional par une distribution généreuse de greffons.
En 1925, son fils André présente ce fruit à la société pomologique de France qui décide de le faire figurer sur ses catalogues.
En 1930, des Japonais, très intéressés, viennent chercher des greffons à la maison mère.
En 1931, André Burlat s'installe pépiniériste à Pierre-Bénite dans le Rhône (limite avec Oullins). Il développe la production de greffons sur des terrains situés à la Ferme Laval et leur diffusion dans la France entière et à l'étranger. Le bigarreau hâtif Burlat devient et restera une vedette.
Cette création ne rapportera pas un sou à Léonard Burlat, car à cette époque, les variétés protégées n'existaient pas. Seule une récompense honorifique fut rendue et une rue de Loire-sur-Rhône porte le nom de Léonard Burlat.